# Treasures: Solo, Trio and Orchestra Recordings from Denmark (1965–1969)
Treasures: Solo, Trio and Orchestra Recordings from Denmark (1965–1969) ist ein Jazzalbum von Bill Evans. Die von 1965 in 1969 an verschiedenen Veranstaltungsorten und Studios in Dänemark entstandenen Aufnahmen erschienen am 22. April 2023 auf dem Label Elemental Music.

## Hintergrund
Während die 1960er- und 70er-Jahre mit dem Aufkommen von freier Improvisation und Fusion eine Zeit des Umbruchs im Jazz waren, arbeitete der Pianist Bill Evans meist innerhalb relativ enger Grenzen – akustischer Post-Bop, gespielt mit Trios, einigen Soli, einigen Duos und einem gelegentlichen Sessions mit einer größeren Band, notierte Mark Richardson. Seit den 2010er-Jahren erschien eine Reihe von Material dieser Aufnahmesessions und Livemitschnitten des Pianisten; eine davon, Treasures, ist eine Sammlung bisher unveröffentlichter Aufführungen mit über zwei Stunden Musik, die für den dänischen Rundfunk eingespielt und zwischen 1965 und 1969 aufgenommen wurde. Sie steht im Gegensatz zu einigen neueren Evans-Neuveröffentlichungen, indem sie eine Reihe von instrumentalen Konfigurationen enthält, die ein Beispiel dafür sind, wie er sein Spiel jeweils an die Rahmenbedingungen angepasst hat.
Im ersten Abschnitt leitet Evans zwei verschiedene Trios, mit denen er kurze Zeit zusammengearbeitet hat (mit Niels-Henning Ørsted Pedersen an Bass, Alan Dawson bzw. Alex Riel am Schl), und spielt Stücke durch, die er zu dieser Zeit häufig darbot – Standards wie „Come Rain or Come Shine“, „Someday My Prince Will Come“ und „Beautiful Love“, verbunden mit ein paar Standards, die Evans selbst geschrieben hatte, „Very Early“ und schließlich „Waltz for Debby“, der in dieser Sammlung dreimal vorkommt. Die zweite CD enthält spätere Trioaufnahmen, dieses Mal mit dem Bassisten Eddie Gomez und dem Schlagzeugern Alex Riel (1966) und Marty Morell (in einer Session 1969). Diesmal gibt es einige lebhaftere Stücke in der Mischung, wie „Autumn Leaves“ und „Emily“. Die Stücke für Orchester wurden vom Trompeter und Komponisten Palle Mikkelborg arrangiert und 1969 aufgenommen. Sie enthielten Evans Kompositionen sowie den Titeltrack dieses Albums, der explizit für die Aufführung geschrieben wurde.
Evans experimentierte Ende der 1960er Jahre regelmäßig mit Orchester – seine weniger bekannte LP „Bill Evans Trio with Symphony Orchestra“ erschien 1966, und in diesem Jahr hatte er eine Reihe von Live-Terminen mit Orchester in Kopenhagen.
Er habe seine Soloarbeit benutzt, um Extreme an Berührung und Dichte zu erforschen, schrieb Mark Richardson weiter. Bei einem Stück könnte er Abgründe der Stille hinterlassen und jede Note mit fast schmerzhafter Zartheit anfassen, und bei einem anderen könnte sein Spiel sehr dicht sein, als ob er gezwungen wäre, alle strukturellen Möglichkeiten gleichzeitig zu erkunden. Seine Suche nach harmonischen Intrigen führte ihn sogar dazu, mehrere Alben aufzunehmen, auf denen er sich selbst begleitete und seine Improvisationen mehrspurig machte, so dass zwei oder drei Klaviere gleichzeitig zu hören waren. Schließlich beendet er sein Solo-Set mit „Epilogue“, dem eindringlichen Fragment, das sich durch seine LP Everybody Digs Bill Evans von 1958 zieht.
Die Titel A1 bis A3 wurden am 31. Oktober 1965 beim Copenhagen Jazz Festival, Tivolis Koncertsal, Kopenhagen, aufgenommen. Die Titel A4 bis B4 wurden am 28. November 1965 in der Slotsmarksskolen, Holbæk, aufgenommen. Titel C1 bis C6 wurden aufgenommen von Danmarks Radio, The Radiohouse, Kopenhagen, Ende November 1965. Titel D1a bis D6 wurden aufgenommen im Studio von Danmarks Radio, Kopenhagen, Ende Oktober 1966. Die Titel E1 bis F4 wurden am 21. November 1969 im Stakladen, einem Veranstaltungsort an der Universität Aarhus (21. November 1969) aufgenommen.

## Titelliste
- Bill Evans: Treasures: Solo, Trio and Orchestra Recordings from Denmark (1965–1969) (Elemental Music – 5990544)[2]

[Trio] Copenhagen Jazz Festival, October 31, 1965Bill Evans, Niels-Henning Ørsted Pedersen, Alan Dawson
A1 Come Rain or Come Shine (Harold Arlen, Johnny Mercer) 4:35

A2 Someday My Prince Will Come (Frank Churchill, Larry Morey) 4:31

A3 Beautiful Love (Egbert Van Alstyne, Haven Gillespie, Victor Young, Wayne King) 4:18
[Trio] Slotsmarksskolen, Holbæk, November 28, 1965Bill Evans, Niels-Henning Ørsted Pedersen, Alex Riel
A4 Waltz for Debby 5:58

B1 I Should Care (Axel Stordahl, Paul Weston, Sammy Cahn) 4:08

B2 Very Early 4:39

B3 Time Remembered 4:53

B4 Who Can I Turn To (Anthony Newley, Leslie Bricusse) 5:59
Solo
C1 Re: Person I Knew 3:21

C2 ’Round Midnight (Thelonious Monk) 4:38

C3 My Funny Valentine (Richard Rodgers, Lorenz Hart) 4:00

C4 Time Remembered 3:19

C5 Come Rain or Come Shine (Harold Arlen, Johnny Mercer) 3:16

C6 Epilogue 0:34
Orchestral SuiteBill Evans, The Royal Danish Symphony Orchestra, Danish Radio Big Band
Intro Into Waltz for Debby 5:13
D1a – Intro (Palle Mikkelborg)

D1b – Waltz for Debby

D2 Time Remembered 3:53

D3 My Bells 4:45

D4 Treasures (Palle Mikkelborg) 5:24

D5 Waltz for Debby (Reprise) 4:19

D6 Walkin’ Up 4:17
Trio (Bill Evans, Eddie Gomez, Alex Riel)
E1 Elsa (Earl Zindars) 5:52

E2 Stella by Starlight (Ned Washington, Victor Young) 4:19

E3 Detour Ahead (Herb Ellis, Johnny Frigo, Lou Carter) 5:40

E4 In a Sentimental Mood (Duke Ellington) 4:43

E5 Time Remembered 3:31

E6 Nardis (Miles Davis) 3:35
Trio (Bill Evans, Eddie Gomez, Marty Morell)
F1 Autumn Leaves (Jacques Prévert, Johnny Mercer, Joseph Kosma) 6:44

F2 Emily (Johnny Mandel, Johnny Mercer) 5:44

F3 Quiet Now (Denny Zeitlin) 3:42

F4 Nardis (Miles Davis) 8:06
Wenn nicht anders vermerkt, stammen die Kompositionen von Bill Evans.

## Rezeption

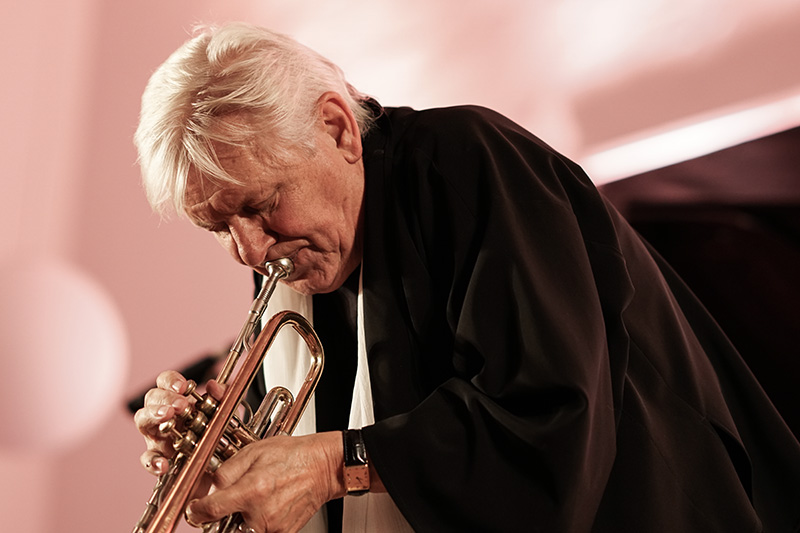
Palle Mikkelborg

Mark Richardson schrieb im Pitchfork Media,
Evans und Gomez waren wie zwei Hälften eines musikalischen Geistes, und es ist immer wieder faszinierend, sie zusammen zu hören, da Gomez mühelos zwischen der Unterstützung des Rhythmus, der Untermauerung des harmonischen Fundaments und dem Spielen melodischer Leads wechselt. Obwohl die frühere Trio-Arbeit von 1965 gut und die von 1966/69 großartig ist, seien die verlockenderen Treasures-Sessions die mit dem Royal Danish Symphony Orchestra und der Danish Radio Big Band sowie die, bei denen Evans allein auftritt. Kritischer sieht der Autor die Orchesteraufnahmen; in diesem Arrangement klingt das perfekt melodische „Waltz for Debby“ wie etwas aus einem Rodgers & Hammerstein-Musical, während „Time Remembered“ eine wunderschöne, gedämpfte Atmosphäre habe. Mikkelborgs sympathetische Unterstützung würde Evans ein gutes Gespür dafür geben, wie sein harmonischer Ansatz in einer solchen Umgebung zum Ausdruck kommt.
Die gesamte Bandbreite von Evans‘ Herangehensweise an das Soloklavier ist in diesen 1965 für das Radio geschnittenen Sessions zu hören, schrieb Mark Richardson weiter. Seine Komposition „Re: Person I Knew“ sei ein Stück von seltener Schönheit, geheimnisvoll und lyrisch, und seine Version hier sei organisch und lebendig. „Treasures“ sei so etwas wie vier Mini-Alben in einem, so das Resümee des Autors; man bekomme eine Kostprobe von Evans in einem Pickup-Trio, ein weiteres mit ihm und einem seiner zuverlässigsten Mitarbeiter, eine Suite für Orchester und dann eine exzellentes Solo-Performance.